# Instituto Leibniz de Astrofísica de Potsdam
El Instituto Leibniz de Astrofísica de Potsdam (en alemán: Leibniz-Institut für Astrophysik Potsdam) —hasta abril de 2011 Instituto de Astrofísica de Potsdam (en alemán: Astrophysikalisches Institut Potsdam, AIP)— es un instituto de investigación alemán, fundado en 1992 tras una reestructuración tras la Reunificación. Es el sucesor del Observatorio de Berlín, fundado en 1700 y del Observatorio Astrofísico de Potsdam (AOP), fundado en 1874. Este último fue el primer observatorio del mundo que se centró explícitamente en la investigación en el área de la astrofísica.
El AIP está financiado privadamente y es miembro de la Asociación Leibniz. Se encuentra en  Babelsberg,  en el estado de Brandeburgo, al oeste de Berlín, aunque el observatorio solar de la torre Einstein y el gran telescopio refractor que están en Telegrafenberg en Potsdam pertenecen a la AIP.
Los temas clave del AIP son los campos magnéticos cósmicos (magnetohidrodinámica) en varias escalas y la astrofísica extragaláctica. Otros campos astronómicos y astrofísicos estudiados van desde la física solar y la física estelar hasta la evolución estelar y galáctica a la cosmología.
El instituto también desarrolla investigación tecnológica en los campos de la espectroscopia y telescopios robóticos. Es socio del Gran Telescopio Binocular en Arizona, ha erigido telescopios robóticos en Tenerife y en la Antártida, desarrolla instrumentación astronómica para grandes telescopios como el VLT de la ESO. Por otra parte, se llevan a cabo en el AIP trabajos en varios proyectos de  e-Ciencia.

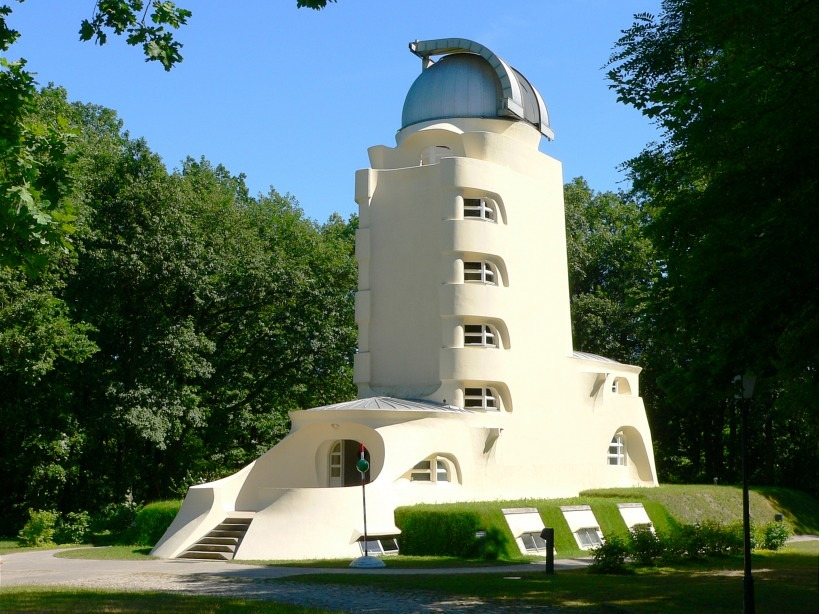
La Torre de Einstein en Potsdam, Alemania.

## Observatorio Astronómico de Potsdam
En el pasado estuvo dedicado a la astronomía en general, especialmente el mundo estelar; en la actualidad se concentra en estudios de cosmología, astrofísica galáctica y astronomía solar.
Su mayor instrumento es el gran refractor fotográfico, aparato que fue inaugurado con gran pompa el 26 de agosto de 1899 por el Emperador Guillermo II de Alemania; es un refractor fotográfico de gran tamaño (el cuarto del mundo en diámetro), especialmente corregido de color para su cometido fotográfico. Su lente principal es un doblete de 80 cm, su focal es de 12,2 m. Fueron pulidos y montados por las firmas Steinheil y Repsold, quedando alojados bajo una cúpula de 24 m de diámetro. Ambos instrumentos, así como los edificios e instalaciones, fueron bombardeados durante la II Guerra Mundial y quedaron inutilizados hasta su nueva restauración en 1968. 
El observatorio cuenta también con otro instrumento: un reflector de 50 cm de diámetro (focal: 12,5 m) para diversos estudios estelares.